# Lijst van wachtposten aan de spoorlijn Gouda - Den Haag
Dit is een onvolledige chronologische Lijst van wachtposten aan de Spoorlijn Gouda - Den Haag. Een wachtpost was een huisje waarin de baanwachter woonde. Hij of zij opende en sloot de overwegbomen wanneer er een trein passeerde.
Alle huisjes werden omstreeks 1870 naar een standaardontwerp door de NRS gebouwd.
Rond 1950 werden veel huisjes gesloopt omdat ze hun oude functie verloren.
Wanneer er achter de straatnaam een asterisk staat, wil dat zeggen dat de overgang niet meer bestaat. Bij een aantal huisjes staat de straatnaam aangegeven, die in de buurt van de oude overweg ligt.
| Wachtpost | Straat                            | Plaats                | Bouwjaar | Sloopjaar    | Extra informatie                                      | Coördinaten                  | Afbeelding |
| --------- | --------------------------------- | --------------------- | -------- | ------------ | ----------------------------------------------------- | ---------------------------- | ---------- |
| 1         | Vijfde Tochtweg                   | Moordrecht            | 1870     | Onbekend     |                                                       | 52° 0' 30" NB, 4° 39' 8" OL  |            |
| 2         | Zuidelijke Dwarsweg*              | Zevenhuizen           | 1870     | Nog aanwezig |                                                       | 52° 0' 41" NB, 4° 38' 10" OL |            |
| 3         | Bredeweg*                         | Zevenhuizen           | 1870     | Onbekend     |                                                       |                              |            |
| 4         | Noordelijke Dwarsweg*             | Zevenhuizen           | 1870     | Onbekend     |                                                       |                              |            |
| 5         | Brugwachter Ringvaart, Noordeinde | Moerkapelle           | 1870     | Onbekend     | Brugwachterswoning, bij Halte Zevenhuizen-Moerkapelle | 52° 1' 32" NB, 4° 34' 47" OL |            |
| 6         | Brugwachter Rotte                 | Moerkapelle-Bleiswijk | 1870     | Onbekend     | Brugwachterswoning                                    | 52° 1' 51" NB, 4° 33' 35" OL |            |
| 6b        | Rokkeveenseweg*                   | Zoetermeer            | 1870     | Onbekend     | Tot ca. 1914 aangeduid als Wachtpost 8                | 52° 2' 43" NB, 4° 30' 4" OL  |            |
| 7         | Eerste Stationsstraat             | Zoetermeer            | 1870     | Onbekend     | Bij Station Zoetermeer Oost                           | 52° 2' 47" NB, 4° 29' 28" OL |            |
| 10        | Zuidweg                           | Zoetermeer            | 1870     | Onbekend     | Stond niet aan een overgang                           | 52° 2' 53" NB, 4° 28' 14" OL |            |